# كولونيال ويليامزبيرغ
كولونيال ويليامزبرغ هو متحف مكشوف للتاريخ الحي ومؤسسة خاصة تستعرض جزءًا من المنطقة التاريخية في مدينة ويليامزبرغ، فيرجينيا. تحتوي منطقة المتحف التاريخية التي تبلغ مساحتها 301 فدان (122 هكتار) على عدة مئات من المباني التي جرى ترميمها أو إعادة إنشاؤها ويعود تاريخها إلى القرن الثامن عشر، عندما كانت المدينة عاصمة مستعمرة فيرجينيا؛ بالإضافة إلى منشآت من القرن السابع عشر والقرن التاسع عشر وعصر النهضة الاستعمارية؛ وغيرها من عمليات إعادة الإعمار التي أُجريت مؤخرًا. تضم المنطقة التاريخية ثلاثة طرق رئيسية وشوارعها الفرعية المتصلة التي تشير إلى وضع الأمريكيين وظروفهم خلال القرن الثامن عشر. يرتدي الموظفون العاملون هناك أزياء وملابس مشابهة لتلك التي ارتداها الناس في تلك الحقبة، ويتحدثون أحيانًا باللغة والأسلوب الاستعماري.
في أواخر عشرينيات القرن العشرين، حصل متحف كولونيال ويليامزبرغ على تأييد الكثير باعتباره وسيلة للاحتفال بالوطنيين والتاريخ المبكر للولايات المتحدة. كان من بين المؤيدين القس الدكتور غودوين ورابطة الحفاظ على آثار فرجينيا (التي تُعرف حاليًا برابطة المحافظة على فرجينيا)، ومنظمة سيدات المستعمرات في أمريكا، وبنات الكونفدرالية، وغرفة التجارة، ومنظمات أخرى، جون دافيسون روكفلر الابن وزوجته آبي ألدريش روكفلر.
يُعتبر كولونيال ويليامزبرغ جزءًا من المثلث التاريخي لولاية فيرجينيا، والذي يتألف من جيمستاون ويوركتاون وكولونيال باركواي. استخدم قادة العالم ورؤساء الدول الموقع مرة واحدة لعقد المؤتمرات. صُنّف منطقة تاريخية وطنية في عام 1960.

## نظرة عامة

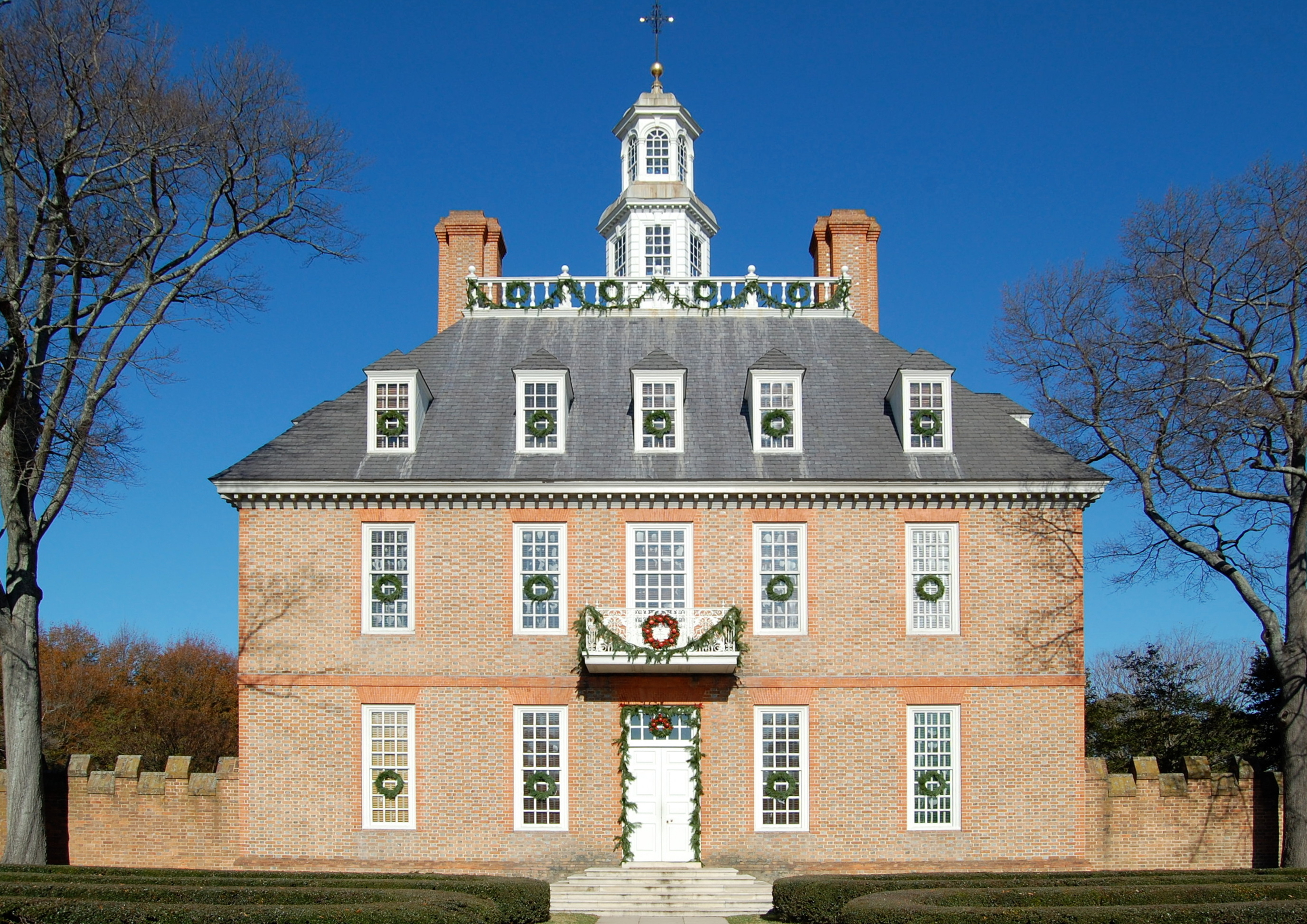
قصر الحاكم، أُعيد بناؤه في الثلاثينيات

كولونيال ويليامزبيرغ هو معلم تاريخي ومتحف للتاريخ الحي. يمتد على طول شارع دوق غلوستر والقصر الأخضر الذي يمتد شمالًا وجنوبًا. تتميز المنطقة بأن أغلب مساحتها مسطحة، إذ تتفرع الوديان والجداول على أطرافها. لا يمكن للمركبات ذات المحركات العبور من شارع دوق غلوستر وشوارع المنطقة التاريخية الأخرى خلال النهار، إذ تقتصر على المشاة وراكبي الدراجات ومنزهي الكلاب والمركبات التي تجرها الحيوانات.
أُعيد إعمار ما تبقى من المنشآت الاستعمارية لتكون أقرب إلى مظهرها خلال القرن الثامن عشر، مع إزالة آثار المباني اللاحقة وغيرها من التحسينات. أُعيد بناء العديد من الهياكل الاستعمارية المفقودة في مواقعها الأصلية بدءًا من ثلاثينيات القرن العشرين. أُضيفت الحيوانات والحدائق وغيرها من الملحقات إلى المنطقة، كالمطابخ والمداخن والحيوانات التي تميزها. بعض المباني ومعظم الحدائق مفتوحة للسياح، باستثناء مساكن موظفي كولونيال ويليامزبرغ، وكبار المتبرعين، ومسؤول المدينة، وشركاء كلية ويليام وماري أحيانًا.
من أبرز مباني المنطقة حانة رالي ومبنى الكابيتول وقصر الحاكم (التي أُعيد إنشاء جميعها)، بالإضافة إلى العديد من المباني الأصلية، مثل قاعة المحكمة ومنزل وايث ومنزل بيتون راندولف وكنيسة بروتون باريش ذات الملكية والإدارة المستقلة. يمتد كولونيال ويليامزبرغ بدءًا من المنطقة التاريخية شرق ويليام آند ماري كوليدج يارد.
أُعيد إعمار أربع حانات لاستخدامها إمّا مطاعمًا أو نزلًا. تُقام ورش عمل للحرفيين لتعليم حرف تلك الحقبة، بما في ذلك محل للطباعة وصناعة الأحذية والحدادة وصناعة الخزائن والأسلحة والشعر المستعار والفضة. يبيع التجار الهدايا التذكارية السياحية والكتب والألعاب والأواني والفخار والصابون المعطر وغيرها من الهدايا التذكارية الأخرى. بعض المنازل مفتوحة للسياح، بما في ذلك منزل بيتون راندولف ومنزل غيدي ومنزل وايث ومنزل إيفارد، بالإضافة إلى المباني العامة مثل قاعة المحكمة والكابيتول والمستشفى العام. من بين سجناء المنطقة الذين ذاع صيتهم بسوء السمعة قراصنة اللحية السوداء الذين احتُجزوا هناك إلى حين عقد محاكمتهم.
تمتد عمليات كولونيال ويليامزبيرغ إلى ميدان التجار، وهي منطقة تجارية تعود إلى فترة النهضة الاستعمارية وصُنفت منطقة تاريخية في حد ذاتها. يوجد في الجوار متحف آبي ألدريتش روكفلر للفنون الشعبية ومتحف ديويت والاس للفنون الزخرفية، والتي تخضع لإدارة كولونيال ويليامزبرغ في إطار جهوده التنظيمية.

## تاريخ ويليامزبيرغ

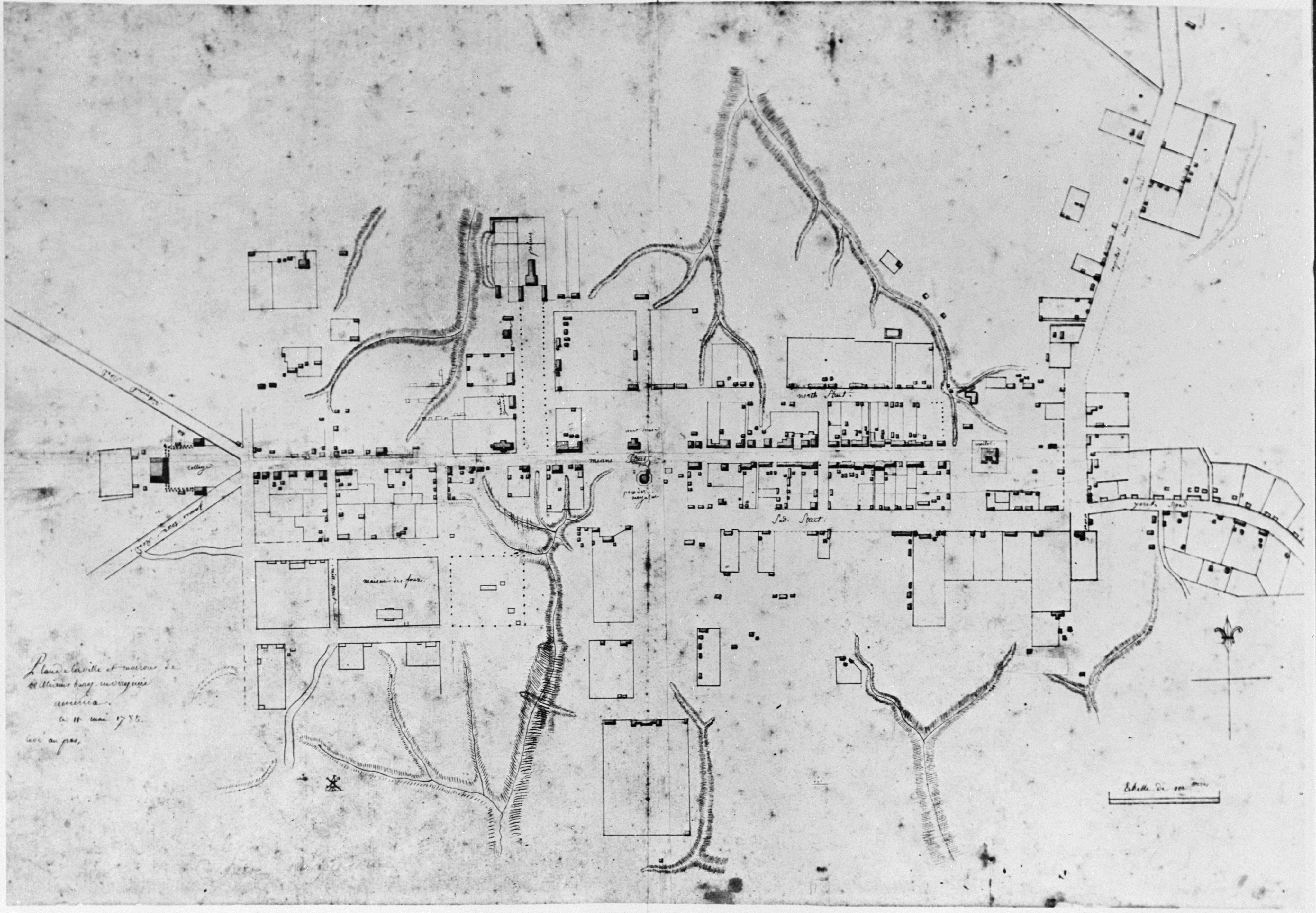
"خريطة الفرنسيين" التي تظهر مدينة ويليامزبيرغ في عام 1782

في القرن السابع عشر، ضم مقر ولاية جيمستاون حكومة فرجينيا، ولكنه احترق في 20 أكتوبر 1698. بالتالي، نقل المشرعون اجتماعاتهم إلى كلية ويليام وماري في فرجينيا في ميدل بلانتيشن، ما أنهى تاريخ جيمستاون الممتد 92 عامًا عاصمة لفيرجينيا. في عام 1699، ألقت مجموعة من طلاب كلية ويليام وماري خطابات أثناء التخرج أيدوا فيها مقترحات لنقل العاصمة إلى ميدل بلانتيشن، بذريعة الهروب من الملاريا والبعوض في جيمستاون. تبرع ملاك أراضي ميدل بلانتيشن المهتمون ببعض ممتلكاتهم لصالح دعم الخطة.
غيّر الحاكم فرانسيس نيكلسون اسم ميدل بلانتيشن إلى ويليامزبيرغ تكريمًا لوليام الثالث ملك إنجلترا. ذكر نيكولسون أن «الينابيع الصافية والبلورية انفجرت من التربة» في ويليامزبيرغ. أجرى ثيودوريك بلاند عمليات مسح للمدينة ووضع شبكة مع الأخذ في الاعتبار مبنى كلية بريك ومبنى كنيسة أبرشية بروتون المنهارين آنذاك. يبدو أن الشبكة غطّت جميع المدينة ما عدا بقايا مخطط سابق عنون الشوارع باسم ويليام وماري. أُطلق على الشارع الرئيسي اسم دوق غلوستر نسبة إلى الابن الأكبر للملكة آن. أطلق نيكلسون على الشارع الشمالي اسم شارع نيكلسون، نسبة له، والجنوبي شارع فرانسيس.
كانت ويليامزبرغ مركز الحكومة والتعليم والثقافة في مستعمرة فرجينيا لمدة 81 عامًا من القرن الثامن عشر. أيّد جورج واشنطن وتوماس جيفرسون وباتريك هنري وجيمس مونرو وجيمس ماديسون وجورج وايث وبيتون راندولف وريتشارد هنري لي وآخرون أشكال الحكومة البريطانية في كومنولث فرجينيا وساعدوا لاحقًا في تكييف ميزاتها مع احتياجات الولايات المتحدة الجديدة. في عام 1780، انتقلت الحكومة إلى ريتشموند الواقعة بمحاذاة نهر جيمس خلال فترة حكم توماس جيفرسون، لتكون أكثر مركزية وأسهل وصولًا من المقاطعات الغربية وأقل عرضة للهجوم البريطاني. وما تزال آثارها موجودة حتى هذا اليوم.

## تاريخ كولونيال ويليامزبيرغ

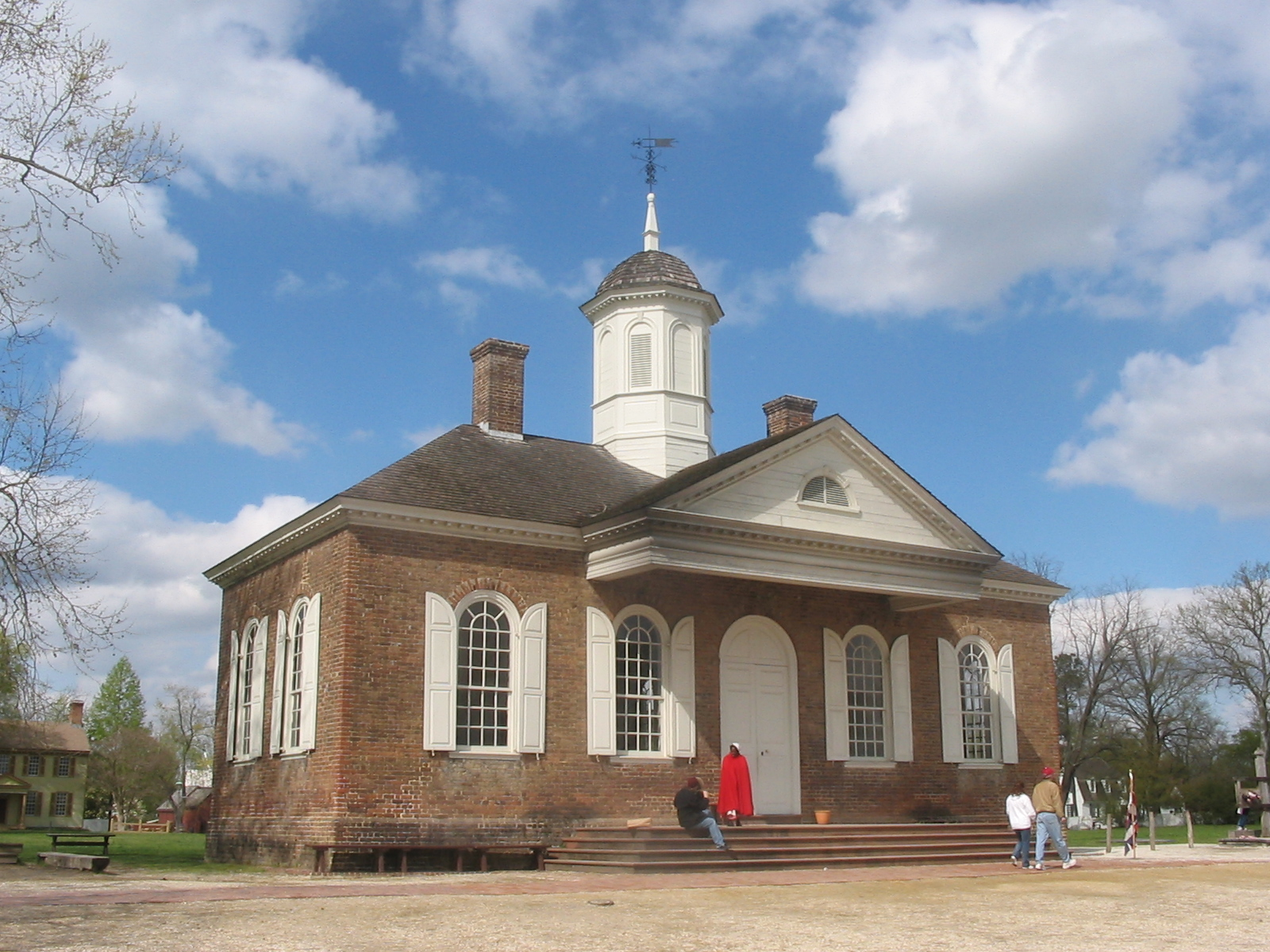
محكمة تم ترميمها

تعثرت أحوال ويليامزبيرغ بسبب إزالة مقر الحكومة، فهاجر العاملون إلى ريتشموند، ودخلت المدينة فترة طويلة وبطيئة من الركود والتدهور، على الرغم من أنها حافظت على جزء كبير من هيئتها في القرن الثامن عشر. استولى الجنرال جورج ماكليلان على المدينة في عام 1862 وعلى حاميتها خلال الحرب الأهلية، ولذلك، نجت من الدمار الذي عانت منه المدن الجنوبية الأخرى.
اعتمدت ويليامزبرغ على الوظائف في كلية ويليام وماري وقاعة المحكمة، والمستشفى الشرقي للأمراض العقلية (مستشفى الولاية الشرقية حاليًا)، وقيل أن الـ«500 مجنون» من المستشفى والـ«500 عامل» في الكلية والمدينة يكملون بعضهم البعض. جرى تعديل المباني التي تعود إلى الحقبة الاستعمارية أو تحديثها أو إهمالها. صاحب بناء مصنع للقطن المتفجر خلال الحرب العالمية الأولى في بنيمان القريبة واختراع السيارة حدوث فساد في المجتمع، ولكن المدينة لم تفقد جاذبيتها السياحية. بحلول أوائل القرن العشرين، كانت العديد من المنشآت القديمة في حالة سيئة، ولم تعد قيد الاستخدام، أو كان المستوطنون يعيشون فيها.

### الدكتور غودوين وعائلة روكفلر

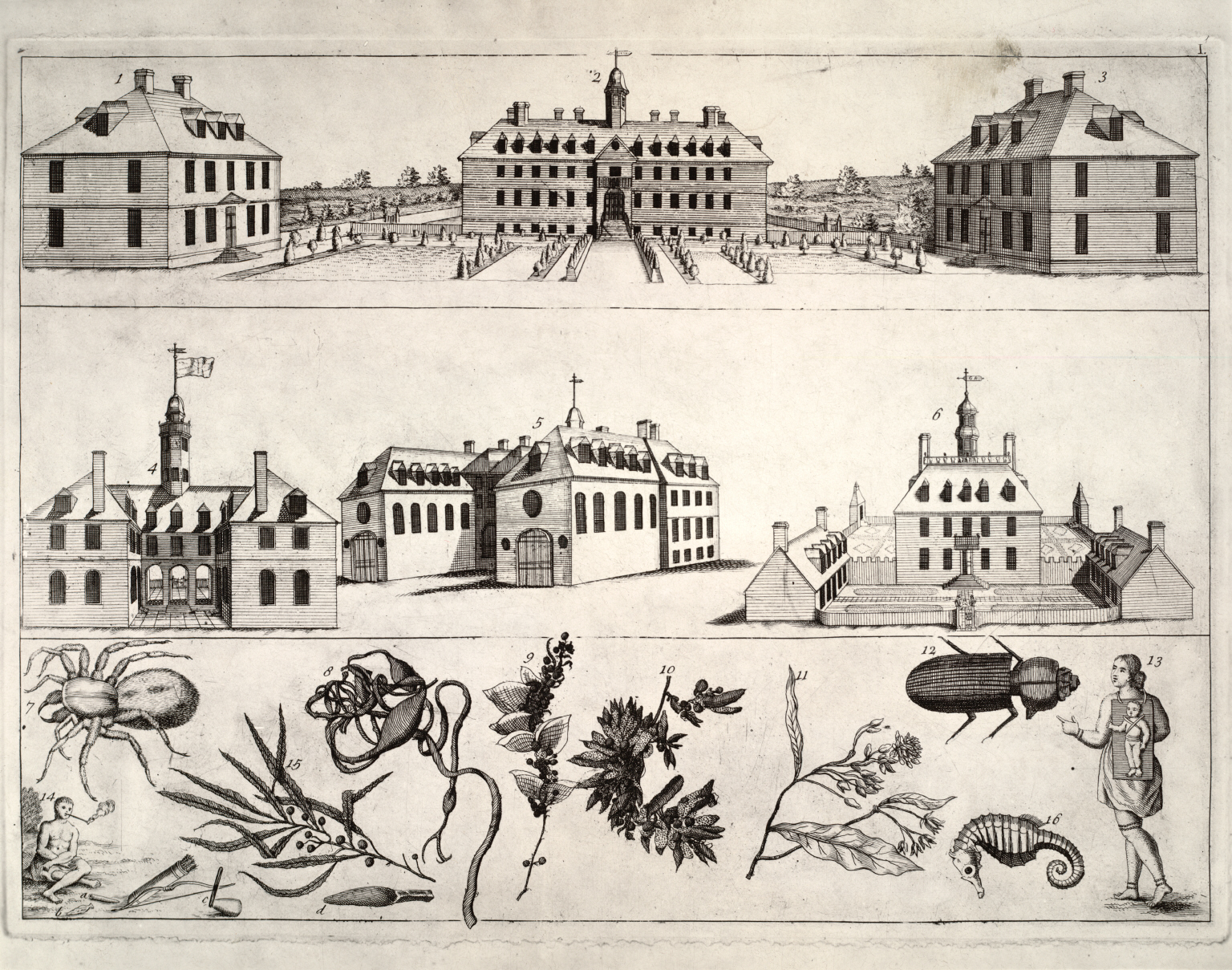
طباعة لوحة بودليان، وهي لوحة نقش تعود إلى منتصف القرن الثامن عشر تصور العديد من المباني الرئيسية في ويليامزبيرغ، واستُخدمت لإعادة بناء مبنى الكابيتول وقصر الحاكم وترميم مبنى رين

في عام 1903، أصبح القس الدكتور غودوين رئيسًا لكنيسة أبرشية بروتون في ويليامزبيرغ لأول فترتي حكم. ولد في عام 1869 في ريتشموند، ووالده محارب قديم في الكونفدرالية، وترعرع في مقاطعة نيلسون الريفية في نوروود. تلقى تعليمه في كلية رونوك وجامعة فيرجينيا وجامعة ريتشموند ومعهد فيرجينيا اللاهوتي. زار ويليامزبيرغ لأول مرة عندما كان لاهوتيًا، إذ أُرسل لتجنيد طلاب كلية ويليام وماري، وأصبح رئيسًا لكنيسة أبرشية بروتون التي مزقتها الفصائل وهو في سن 34. ساعد في تنسيق الجماعة وتولى قيادة حملة متعثرة لترميم مبنى الكنيسة في عام 1711. أكمل غودوين والمهندس المعماري الكنسي في نيويورك جي ستيوارت بارني ترميم الكنيسة في الوقت المناسب والذي تزامن مع الذكرى المئوية لتأسيس الكنيسة الأنجليكانية الأمريكية في جيمستاون القريبة، فيرجينيا في عام 1907. سافر غودوين إلى الساحل الشرقي للحصول على تمويل للمشروع وإنشاء جهات تواصل خيرية. كان جي بي مورغان، رئيس اجتماع المؤتمر العام للكنيسة الأسقفية في ريتشموند، ضمن الحضور الذين جرت دعوتهم إلى احتفال الذكرى السنوية لعام 1907.